# Народна повстанська армія Степового Алтаю
Народна повстанська армія Степового Алтаю —робітично-селянська, козацько-християнська армія, що діяла Алтаї в 1917—1920 рр. і майже повністю складалася з місцевого населення. Інші назви — армія Мамонтова, мамонтовці, Західно-Сибірська Селянська Червона Армія.. 
У формуванні і роботі армії брало участь багато людей різного походження, передусім селяни і вихідці з бідних прошарків козацтва.
Серед командирів армії — Юхим Мамонтов, Григорій Рогов, Федір Колядо, Михайло Козир. Проти НПА воювали майбутні радянські письменники Павло Бажов і Аркадій Гайдар (останній зокрема відзначився вбивствами старих, жінок і дітей, інформація про це за радянських часів приховувалася).
У складі армії воювало понад 18 тисяч людей.

## Історія армії
Формувалась на базі Барнаульського, Зміїноногорського та Славгородського повітів Алтайської губернії, Павлодарського і Семипалатинського повітів Семипалатинської губернії.